# Julie Engelbrecht
Pour les articles homonymes, voir Engelbrecht.
Julie Engelbrecht, née le 30 juin 1984 à Paris est une actrice franco-allemande.

## Biographie
Elle est la fille des acteurs François Nocher et Constanze Engelbrecht. Elle a fait ses débuts d'actrice à 12 ans, en 1996, aux côtés de sa mère dans le film télévisé Adieu, mon ami. En 2004, elle entre à la Hochschule für Musik und Theater Hamburg.
Elle gagne une certaine reconnaissance en Allemagne en 2005-2006 avec son rôle de Valerie Ulmendorff dans la mini-série Mutig in die neuen Zeiten, pour laquelle elle reçoit en 2007 une nomination aux prix Undine en tant que meilleure jeune actrice dans un film télévisé.
Elle joue depuis régulièrement dans des productions allemandes, pour la télévision ou le cinéma, par exemple en 2008 dans le film Baron Rouge ou en 2014 dans deux films français : Barbecue et Les Vacances du petit Nicolas.

## Filmographie
- 2004 : Avant la Chute : Katharina
- 2008 : Baron Rouge : Ilse
- 2008 : Un amour sans limite : Johanna Palmquist
- 2009 : Berlin 36 : Elisabeth Lilly Vogt
- 2011 : Die Tänzerin – Lèbe deinen Traum : Anna Castell
- 2013 : 45 Minutes à Ramallah : Olga
- 2013 : Le Testament de la catin : Hulda
- 2014 : Frei : Eva
- 2014 : Barbecue : Julie
- 2014 : Mourir Mamba : agent Triple D
- 2014 : Les Vacances du petit Nicolas : la jeune allemande
- 2015 : Le Dernier Chasseur de sorcières : la reine des sorcières
- 2016 : Opération Valkyrie : La Peur au ventre : Elke Schroeder
- 2016 : Ein Sommer in Südfrankreich : Charlotte
- 2019 : Le courrier de Varsovie (pl): Doris[5]
- 2020 : Homeland (série télévisée) : Anna Pomeransteva jeune
- 2025 : Balle perdue 3 de Guillaume Pierret (film Netflix)